# カラダうごかせ!ニッポン!
カラダうごかせ!ニッポン!は日本郵政株式会社が、デビュー15周年を記念しニッポン中を応援するプロジェクト「NO RULE PARTNERSHIP」を展開中のももいろクローバーZを「日本郵政グループスポーツ応援アンバサダー」に迎え「スポーツのチカラでニッポンをゲンキに!powered by Team JP」をキーメッセージに展開するプロジェクトである。

## 概要
2024年2月14日に日本郵政株式会社が行った記者発表ではスポーツ文化の振興を推進し、「女子陸上部」の持続的な強化や、スポーツに関連する施策を通じてのグループ社員の健康増進、地域社会の活性化に取り組むとして
- 令和を生きる誰もが気軽に楽しめる“超ライト”な新しい体操を制作する。
- ももいろクローバーZが本体操の楽曲を歌唱し、動きのお手本を示す。
- ももいろクローバーZが本体操の日本全国への普及をサポートする。
- 医学博士・ひろみちおにいさんこと佐藤弘道氏が本体操を監修する。
- 本体操の生お披露目を、ももいろクローバーZ参加のもと、2024年3月24日（日）に開催される「鈴木亜由子杯 穂の国・豊橋ハーフマラソン2024」のレース終了後に行う。また同ハーフマラソンにももいろクローバーZの高城れにが参加する。
- 「カラダうごかせ！ニッポン！」の特設サイトを開設し、ももいろクローバーZとのコラボレーション企画に関する情報を発信をする。

旨が発表された。
上記により制作された「あたらしい体操」を全国のスポーツイベント等で展開。
同年5月に「あたらしい体操」が歌詞とサウンドアレンジを加えた楽曲「MEKIMEKI」となり体操そのものも「MEKIMEKI体操～カラダうごかせ！ニッポン！～」に改名された。
2025年にスポーツ庁主催による第4回「Sport in Lifeアワード」にて大賞（最優秀賞）を受賞した他、第6回日本子育て支援大賞を受賞した。

## MEKIMEKI体操~カラダうごかせ!ニッポン!~
「毎日の運動をもっとライトに！もっと楽しく！」をコンセプトにしたあたらしい体操。
「メキメキと成長する」というテーマと、歌詞のなかにある「Make it（うまくいく／成功する）」という言葉のふたつの意味合いの掛け合わせで、“体操を通して健康な身体を作り、笑顔溢れる日々を過ごせますように”という願いが込められているとされ、健康つくりに必要な「有酸素」「柔軟」「筋力」「リラックス」の4つの運動を詰め込み「首・上肢・下肢・胸・体側・背腹・腰」の7部位の動きをバランスよく取り入れ、楽しくライトに運動できる体操とされている。
体操の流れは
- ジャンプ足タッチ（有酸素）
- 体側&背腹の運動（柔軟）
- 体側と脚の運動（筋力）
- 腰のリラックス（リラックス）
- ジャンプと腕を振る運動
- 小刻みダッシュ（有酸素）
- 腰&脚の柔軟（柔軟）
- 下半身の筋トレ（筋力）
- リラックス（胸のリラックス）
- ジャンプと腕を振る運動
- 深呼吸からのガッツポーズ

となっており佐藤弘道氏の掛け声に合わせて体操をする「スタンダードバージョン」とももいろクローバーZの掛け声に合わせた「いっしょに体操！バージョン」が存在している。